# Christoph Friedrich Schlienz
Christoph Friedrich Schlienz (* 26. Oktober 1803 in Kirchheim unter Teck; † 26. April 1868 in St. Chrischona bei Basel) war ein deutscher Missionar.
Schlienz erlernte wie sein Vater auch den Beruf des Küfers. Während der Ausbildung wurde er zum Christentum bekehrt und ging nach der Lehre nach Basel, wo er eine Missionarsschule besuchte. Er ging nach England, um für die Missionsgesellschaft tätig zu werden. So studierte er an deren Missionshaus im Londoner Stadtteil Islington orientalische Sprachen. Sein erster Auftrag führte ihn nach Malta, wo er 1836 die Bibel ins Arabische übersetzte. Ab 1847 war er in Basel in St. Chrischona in der Inneren Mission tätig, wo er als Lehrer arbeitete.
Unter anderem war Schlienz Ehrenmitglied der asiatischen Gesellschaft in London.